# 오션스 일레븐 (1960년 영화)
《오션스 일레븐》(Ocean's Eleven)은 미국에서 제작된 루이스 마일스톤 감독의 1960년 범죄, 코미디 영화이다. 루이 마일스톤(Lewis Milestone)이 연출과 제작을 맡았다. 2001년 리메이크된 동명의 작품의 원작이다.

## 출연

### 주연
- 프랭크 시나트라
- 딘 마틴
- 새미 데이비스 주니어
- 피터 로포드
- 앤지 디킨슨

### 조연
- 리처드 콘트
- 케서 로메로
- 패트리스 와이모어
- 조이 비숍
- 아킴 타미로프
- 헨리 실바

## 기타
- 협력프로듀서: 헨리 W. 사니콜라
- 세트: 하워드 브리스톨
- 의상: 하워드 수프